# Bo Strömberg
Jan Bo Lennart Daniel Strömberg, även J.B.L.D. Strömberg och JBLD Strömberg, född 7 april 1958, är en svensk historiker.
Strömberg är filosofie licentiat i historia. Hans forskning rör dels resekungadömet och huvudstadens uppkomst, dels 1500-talets arkivsystem. Han utgav 2013 De svenska resande kungarna – och maktens centrum från 2013, utgiven av Svenska fornskriftsällskapet men har även publicerat sig i tidskrifterna Scandia och Arkiv, Samhälle och Forskning. 

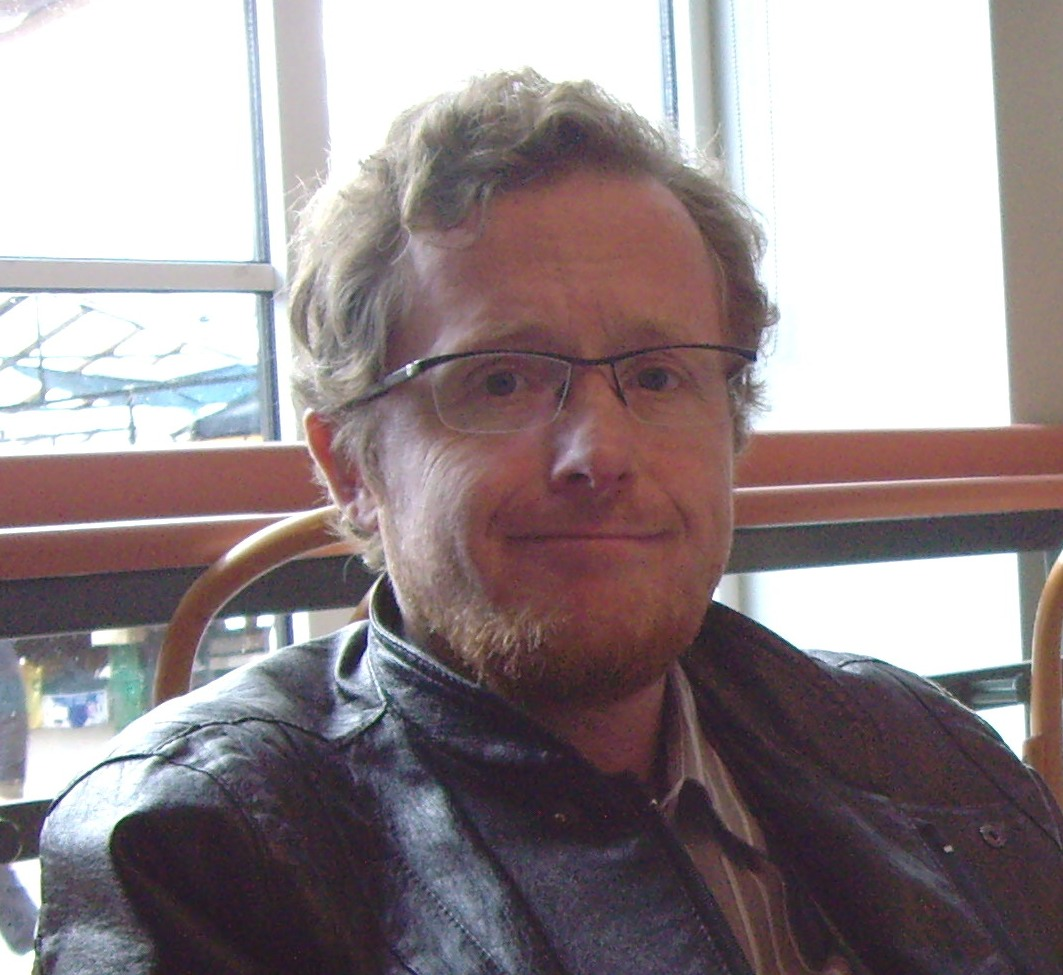

Strömberg har skarpt kritiserat den så kallade Västgötaskolan inom populär historieskrivning och gjorde 1990 en framgångsrik anmälan till radionämnden av Dag Stålsjös serie Strövtåg till heliga källor och kor. Han engageras ibland som debattör i diskussioner om Västgötaskolan. 